# Jetson ONE
Jetson ONE – w pełni elektryczny, ultralekki, jednoosobowy oktokopter pionowego startu i lądowania (VTOL) wywodzącej się z Polski firmy Jetson. Pierwszy prototyp został stworzony przez założyciela firmy Tomasza Patan w 2018 roku. Jetson ONE wyposażony jest w osiem silników elektrycznych, aluminiową ramę i baterie litowo-jonowe, co pozwala na 20 minutowy lot z prędkością do 102 km/h. Produkcja ruszyła na początku 2025 roku. Cena za egzemplarz to 128 tysięcy dolarów.